# پرچم ویلتشر
پرچم ویلتشر در پذیرفته شد.